# Фредерік Гатрі
Фредері́к Га́трі (англ. Frederick Guthrie; 15 жовтня 1833, Лондон — 21 жовтня 1886, Лондон) — британський фізик і хімік, а також академічний письменник. Член Лондонського королівського товариства (1871). Він вважав, що наука має ґрунтуватись на експериментах, а не на дискусіях.

## Життєпис
Він був сином Александера Гатрі (англ. Alexander Guthrie), лондонського торговця, і молодшим братом математика Френсіса Гатрі.
Його академічна кар'єра почалася в Університетському коледжі Лондона, де він провчився три роки. Там вивчав хімію у Томаса Грема та Александера Вільяма Вільямсона та математику в Аугустуса де Моргана. У 1852 році він представив де Моргану спостереження свого брата Френсіса.
У 1854 році Гатрі перебрався до Гайдельберга, щоб навчатись у Роберта Бунзена, а потім у 1855 році здобув докторський ступінь у Марбурзькому університеті під керівництвом Адольфа Вільгельма Германа Кольбе.
У 1856 році він приєднався до Едварда Франкленда, професора хімії у коледжі Оуенс в Манчестері. У 1859 році він вступив до Единбурзького університету.
У 1860 році Гатрі вдалось синтезувати (практично одночасно з Альбертом Німанном) гірчичний газ з етилену і дихлориду сірки. Гатрі, ймовірно, не був першим, хто синтезував гірчичний газ, але він був одним із перших, хто задокументував його токсичну дію. А. Німанн також відзначав токсичну дію цього газу. І Гатрі, і Німанн опублікували результати своїх досліджень 1 січня 1860 року.
У 1860 році за ініціативи Лайона Плейфера Гатрі було обрано членом Королівського товариства Единбурга. У 1871 році він став членом Лондонського королівського товариства.
З 1861 до 1867 року він працював професором хімії і фізики у  Королівському коледжі Порт-Луї Маврикія.
Згодом Гатрі був професором Королівської гірничої школи в Лондоні, де він був наставником майбутнього фізика-експериментатора Чарльза Бойза. Він також був наставником Джона Амброуза Флемінга та відіграв важливу роль у переміщенні його інтересів з химії на електрику.
Гатрі виявив ефект термоелектронної емісії в 1873 році (пізніше авторство було приписане помічнику Едісона В. Дж. Хаммеру).
Разом з Вільямом Флетчером Барреттом він був засновником у 1874 році Лондонського фізичного товариства (тепер Інститут фізики) і президентом товариства з 1884 до 1886 року.
Гатрі є автором підручників «Elements of Heat» («Основи теплоти», 1868), «Magnetism and Electricity» («Магнетизм і електрика», 1873, опубліковано у 1876 році), «Practical physics. Molecular physics and sound» («Практична фізика. Молекулярна фізика і звук», 1879, 1985).
Гатрі також був лінгвістом, драматургом і поетом. Під псевдонімом Фредерик Черні він видав поеми «The Jew» («Єврей», 1863) і «Logrono» («Логроно», 1877).
Гатрі помер у 1886 році й похований на цвинтарі «Кенсал-Грін» у Лондоні.

## Сім'я
Був одружений чотири рази.
Його син Фредерік Бікелл Гатрі був агрохіміком.